# Aquatic Sports Association of Malta
De Aquatic Sports Association of Malta (ASA) (Maltees: Assoċjazzjoni Maltija tal-Isport Akwatiku) is het bestuursorgaan voor artistiek zwemmen, zwemmen en waterpolo in Malta. De vereniging is aangesloten bij zowel LEN en FINA als bij COMEN. De voorzitter is Karl Izzo en de algemeen secretaris is George Farrugia. Het hoofdkantoor is gevestigd in het Tal-Qroqq Sports Complex in Tal-Qroqq, Gżira, waar ook het Nationaal Zwembadcomplex zich bevindt. De vereniging ontvangt sponsoring van Meridianbet, wat onder meer heeft geleid tot de oprichting van een nationale bekercompetitie met merknaam, bekend als de Meridianbet Super Cup.

## Geschiedenis
De ASA, opgericht in 1925 als de Amateur Swimming Association of Malta, had aanvankelijk als doel om het Maltese waterpolo naar de Olympische Spelen te brengen, geïnspireerd door de ambities van de toenmalige gouverneur Lord Plumer. Malta nam deel aan de Olympische Spelen van 1936 in Berlijn, wat een vroege internationale mijlpaal betekende voor zowel waterpolo als atletiek. Na haar oprichting sloot de ASA zich aan bij toonaangevende internationale organisaties zoals FINA en LEN, waarmee de mogelijkheden voor Maltese zwemmers en waterpolospelers om wereldwijd te concurreren aanzienlijk werden vergroot. In 2000 veranderde de organisatie haar naam officieel in Aquatic Sports Association of Malta, om haar bredere verantwoordelijkheden beter weer te geven, waaronder zwemmen, waterpolo, artistiek zwemmen en openwaterdisciplines. Een belangrijke mijlpaal vond plaats in 1993, toen Malta gastland was van de Spelen van de Kleine Staten van Europa en het Tal-Qroqq zwembadcomplex van olympische standaard werd geopend — een grote stap voorwaarts in de binnenlandse sportinfrastructuur. Vandaag de dag is de ASA nog steeds de nationale autoriteit voor watersporten in Malta. De organisatie houdt toezicht op zwemmen, waterpolo, artistiek zwemmen en openwaterdisciplines, en organiseert nationale kampioenschappen en internationale wedstrijden.

## Competities
Zwemmen
- Nationale kampioenschappen langebaan en kortebaan

Waterpolo
- Enemed Cup
- Zomercompetitie
- Wintercompetitie
- Vrouwencompetitie
- Jeugdcompetities